# Regiunea Craiova

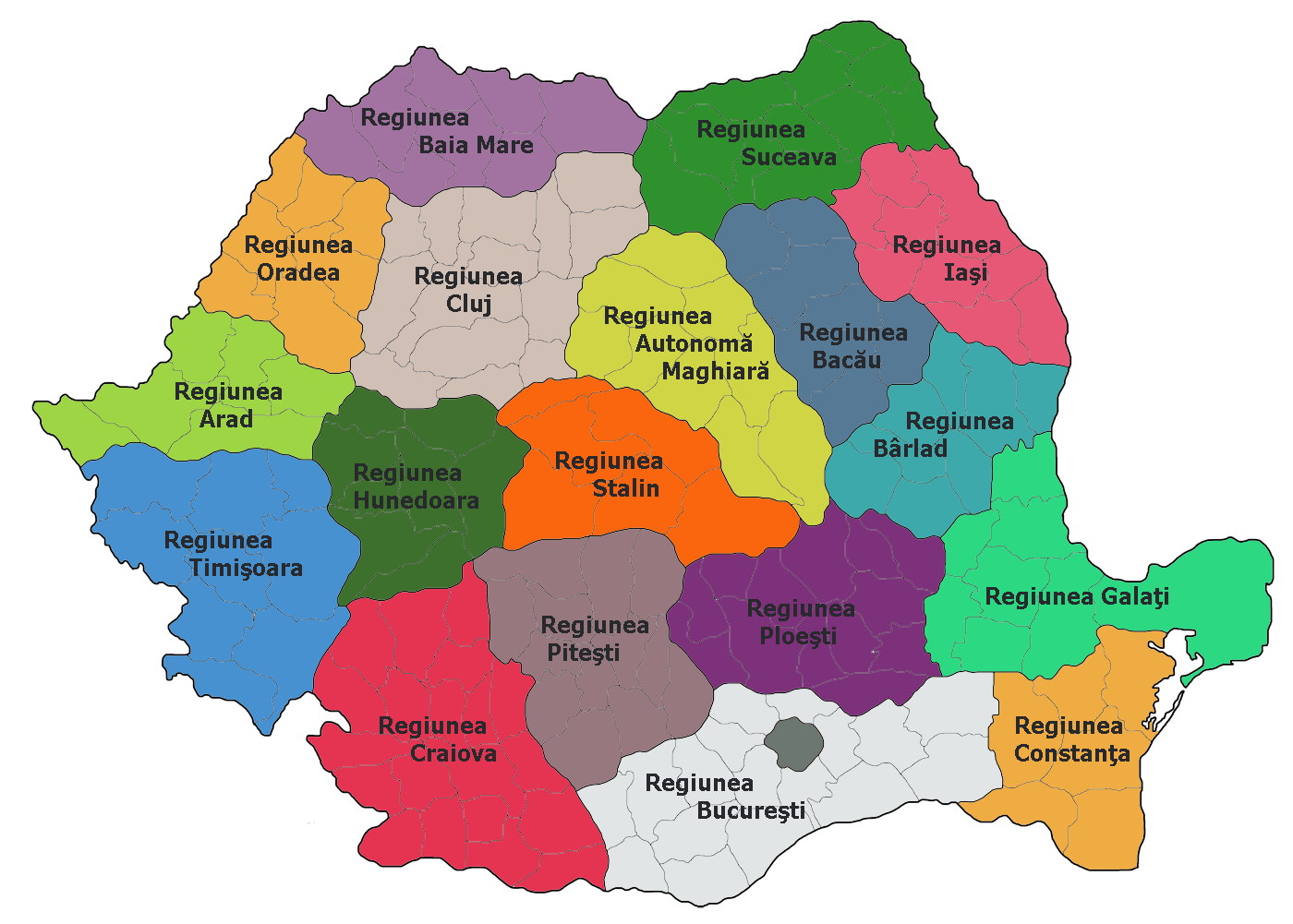
Regiunea Craiova în cadrul împărţirii administrative a României (1952-1960)

Regiunea Craiova a fost o diviziune administrativ-teritorială situată în zona de sud-vest a Republicii Populare Române, înființată în anul 1952 (când a fost desființată regiunea Dolj) și care a existat până în anul 1960, când a fost înființată regiunea Oltenia.

## Istoric
Reședința regiunii a fost la Craiova, iar teritoriul său cuprindea o suprafață similară cu cea a actualelor județe Dolj, Gorj și Mehedinți, precum și mici porțiuni din județul Olt. Regiunea Craiova cuprindea astfel 84,25% din teritoriul regiunii istorice Oltenia, având o suprafață de 20.300 km². 

## Populație
Populația regiunii Craiova era alcătuită preponderent din români. Acestora li se adăugau romii și, în sud, mici comunități de bulgari.

## Vecinii regiunii Craiova
Regiunea Craiova se învecina:
- 1952-1960: la est cu regiunile Pitești și București, la sud cu Republica Populară Bulgară,  la vest cu regiunea Timișoara, iar la nord cu regiunea Hunedoara.

## Raioanele regiunii Craiova
Regiunea Craiova a cuprins următoarele raioane: 
- 1952-1960: Amaradia (Melinești), Baia de Aramă, Balș, Băilești, Calafat, Caracal, Corabia, Craiova, Cujmir, Filiași, Gilort (Tg. Cărbunești), Gura Jiului (Bechet), Novaci, Oltețu (Bălcești), Plenița, Segarcea, Strehaia, Târgu Jiu, Turnu Severin, Vânju Mare.